# Francja na Letnich Igrzyskach Olimpijskich 2008
Francję na Letnich Igrzyskach Olimpijskich 2008 reprezentowało 323 sportowców w 23 dyscyplinach.
Francuzi wzięli dotychczas udział we wszystkich letnich igrzyskach olimpijskich. 40 zdobytych medali było najlepszym wynikiem Francji od Igrzysk 1920 w Antwerpii. 

## Zdobyte medale
| Medal  | Zawodnik | Dyscyplina sportowa  | Konkurencja                                |
| ------ | --- | -------------------- | ------------------------------------------ |
| Złoto  | Steeve Guenot | Zapasy               | styl klasyczny do 66 kg mężczyzn           |
| Złoto  | Alain Bernard | Pływanie             | 100 m stylem dowolnym mężczyzn             |
| Złoto  | Jérôme Jeannet Fabrice Jeannet Ulrich Robeiri | Szermierka           | szpada drużynowo mężczyzn                  |
| Złoto  | Julien Pillet Boris Sanson Nicolas Lopez | Szermierka           | szabla drużynowo mężczyzn                  |
| Złoto  | Anne-Caroline Chausson | Kolarstwo            | BMX kobiet                                 |
| Złoto  | Julien Absalon | Kolarstwo            | cross-country mężczyzn                     |
| Złoto  | Jérôme Fernandez Didier Dinart Cédric Burdet Guillaume Gille Bertrand Gille Daniel Narcisse Olivier Girault Daouda Karaboué Nikola Karabatić Christophe Kempe Thierry Omeyer Joël Abati Luc Abalo Michaël Guigou Cédric Paty | Piłka ręczna         | turniej drużynowy mężczyzn                 |
| Srebro | Fabrice Jeannet | Szermierka           | szpada indywidualnie mężczyzn              |
| Srebro | Benjamin Darbelet | Judo                 | do 66 kg mężczyzn                          |
| Srebro | Amaury Leveaux Fabien Gilot Frédérick Bousquet Alain Bernard | Pływanie             | sztafeta 4x100 m stylem dowolnym mężczyzn  |
| Srebro | Fabien Lefèvre | Kajakarstwo          | kajakarstwo górskie K-1 mężczyzn           |
| Srebro | Nicolas Lopez | Szermierka           | szabla indywidualnie mężczyzn              |
| Srebro | Lucie Décosse | Judo                 | do 63 kg kobiet                            |
| Srebro | Vencelas Dabaya | Podnoszenie ciężarów | do 69 kg mężczyzn                          |
| Srebro | Grégory Baugé Kévin Sireau Arnaud Tournant | Kolarstwo            | kolarstwo torowe sprint drużynowo mężczyzn |
| Srebro | Amaury Leveaux | Pływanie             | 50 m stylem dowolnym mężczyzn              |
| Srebro | Thomas Bouhail | Gimnastyka           | skoki mężczyzn                             |
| Srebro | Mahiedine Mekhissi-Benabbad | Lekkoatletyka        | bieg na 3000 m z przeszkodami mężczyzn     |
| Srebro | Julien Bontemps | Żeglarstwo           | windsurfing mężczyzn                       |
| Srebro | Laëtitia Le Corguillé | Kolarstwo            | BMX kobiet                                 |
| Srebro | Jean-Christophe Péraud | Kolarstwo            | cross-country mężczyzn                     |
| Srebro | Khedafi Djelkhir | Boks                 | waga piórkowa (do 57 kg) mężczyzn          |
| Srebro | Daouda Sow | Boks                 | waga lekka (do 60 kg) mężczyzn             |
| Brąz   | Sophie Dodemont Virginie Arnold Bérengère Schuh | Łucznictwo           | drużynowo kobiet                           |
| Brąz   | Hugues Duboscq | Pływanie             | 100 m stylem klasycznym mężczyzn           |
| Brąz   | Christophe Guenot | Zapasy               | styl klasyczny do 74 kg mężczyzn           |
| Brąz   | Benoît Caranobe | Gimnastyka           | wielobój indywidualnie mężczyzn            |
| Brąz   | Stéphanie Possamaï | Judo                 | powyżej 78 kg kobiet                       |
| Brąz   | Teddy Riner | Judo                 | powyżej 100 kg mężczyzn                    |
| Brąz   | Alain Bernard | Pływanie             | 50 m stylem dowolnym mężczyzn              |
| Brąz   | Anthony Terras | Strzelectwo          | skeet mężczyzn                             |
| Brąz   | Julien Desprès Benjamin Rondeau Germain Chardin Dorian Mortelette | Wioślarstwo          | czwórka podwójna mężczyzn                  |
| Brąz   | Guillaume Florent | Żeglarstwo           | klasa Finn mężczyzn                        |
| Brąz   | Jonathan Coeffic Pierre-Jean Peltier Julien Bahain Cédric Berrest | Wioślarstwo          | czwórka bez sternika mężczyzn              |
| Brąz   | Nicolas Charbonnier Olivier Bausset | Żeglarstwo           | klasa 470 mężczyzn                         |
| Brąz   | Mickaël Bourgain | Kolarstwo            | kolarstwo torowe sprint mężczyzn           |
| Brąz   | Alexis Vastine | Boks                 | waga lekkopółśrednia (do 64 kg) mężczyzn   |
| Brąz   | Gwladys Épangue | Taekwondo            | do 67 kg kobiet                            |
| Brąz   | Marie Delattre Anne-Laure Viard | Kajakarstwo          | K-2 500 m kobiet                           |
| Brąz   | Mehdi Baala | Lekkoatletyka        | bieg na 1500 m mężczyzn                    |